# Napoli Beach Soccer
El Napoli Beach Soccer es un club de fútbol playa de la ciudad de Nápoles, capital de Campania, en Italia.

## Historia
El club fue fundado en 2009. Se consagró campeón de la Serie A de fútbol playa el 16 de agosto del mismo año, en la final de Ostia contra el Milano Beach Soccer. Alessandro Tiberi fue el máximo goleador de la liga, con 22 tantos; el capitán era Diego Armando Maradona Junior.
En octubre de 2023 ganó la World Winners Cup 2023, al derrator en la final al Riga FC con el resultado de 6:3.

## Palmarés
- Serie A (1): 2009
- World Winners Cup (1): 2023